# L'Automne : bords de la Seine près de Bougival
L'Automne : bords de la Seine près de Bougival est un tableau  réalisé en 1873 par l'artiste peintre britannique né en France Alfred Sisley. Cette peinture à l'huile sur toile a été exposée hors catalogue lors de la première exposition des peintres impressionnistes en 1874. Achetée par le collectionneur canadien d'origine américaine William Van Horne, l'œuvre est conservée au musée des beaux-arts de Montréal (MBAM) au Canada depuis son legs en 1945 par Adaline Van Horne, la fille de William Van Horne.

## Contexte
À l'époque où Sisley peint Bougival, le village est apprécié des parisiens qui peuvent échapper à la chaleur de Paris après un trajet de 30 minutes. Longeant la Seine, au nord-est de Louveciennes, on y pratique le canotage et la voile, croisant des péniches et des bateaux à vapeur reliant Paris à la Manche. Des magazines décrivent la région en soulignant son calme, sa fraîcheur, son pittoresque et son importance historique : « Les arbres sont de la plus belle venue. Dans l'île ombreuse, on peut se promener sur des gazons frais et doux aux pieds comme de véritables tapis de verdure. Sur les hauteurs qui couronnent le village on n'a que l'embarras du choix pour rencontrer des sites d'un pittoresque ravissant, et par-dessus tout, ces bois, ces collines, ces maisons de plaisance sont remplis de souvenirs historiques, ce qui ne gâte jamais rien. » Dans les années 1870, Sisley peint plus de vingt toiles de la Seine à Bougival. En 1873, il représente Bougival d'un angle opposé, dans Le Pont de Bougival (D86, New York, collection particulière). Dans une autre toile La Seine à Bougival, (Paris, musée d'Orsay), peinte l'été 1872, sous un angle différent, on ne distingue presque aucune maison, donnant l'impression d'un fleuve tranquille, sans trace de civilisation. Un autre tableau,  La Seine à Bougival, effet d’automne, est peint en 1873 sous le même angle (D88, Stockholm, Nationalmuseum), comme pour former un diptyque.

## Description
C’est une peinture à l'huile sur toile d'une vue d'un bord de la Seine à Bougival dans les Yvelines en France. 
Signée et datée en bas à droite : Sisley.73, elle mesure 46,3 × 61,8 cm.
Le tableau figure au numéro 94 du catalogue raisonné de l'œuvre peint de Sisley publié par François Daulte en 1959.
Comme celle de Stockholm, la toile est peinte en automne et figure plus nettement le village. Pour voir Bougival, Sisley a posé son chevalet sur un chemin longeant le fleuve, près de la Malmaison. Une chaleur automnale lumineuse inonde la toile, donnant une impression de tranquillité. Des maisons blanchies à la chaux dont les murs brillent sous le soleil semblent longer la rive. Les arbres aux couleurs automnales ont des tons rouges, orangés et jaune-doré, complémentaires du bleu foncé des collines à l'arrière-plan, de l'azur du ciel et du vert de la végétation du premier plan. Sisley évoque un paysage inaltéré par la modernité. En dépit de sa tranquillité, une activité est figurée à proximité du débarcadère, décoré, annoncé au premier plan par un chemin sinueux. Une femme élégante et accompagnée d'une enfant marche vers le ponton. Un autre enfant plus âgé court pour rejoindre le bateau. Une quatrième personne portant un chapeau de paille se trouve sur le canot en partance. Richard Brettell (en) écrit « Ce paysage est doublement un paysage de transition : Sisley a étudié ici un changement de saison et un départ qui troublera les reflets éclatants de l'automne ».

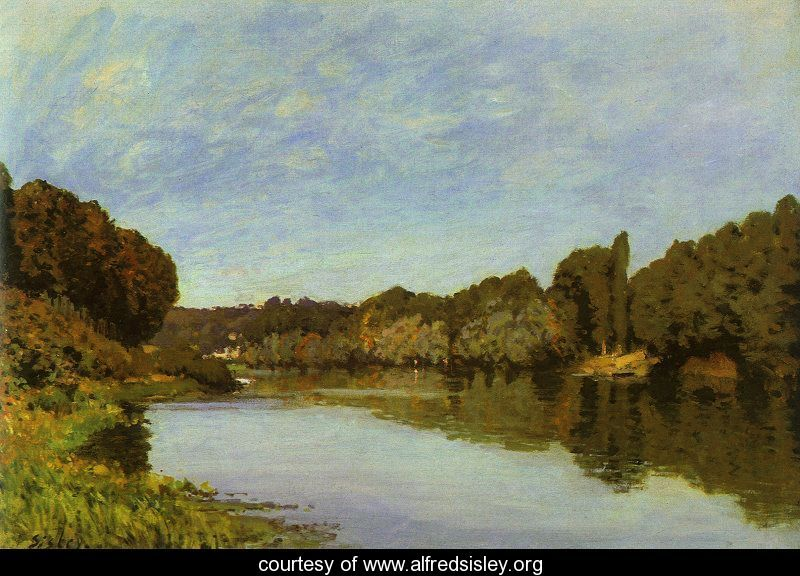
La Seine à Bougival, 1872-1873,  musée d'Orsay.
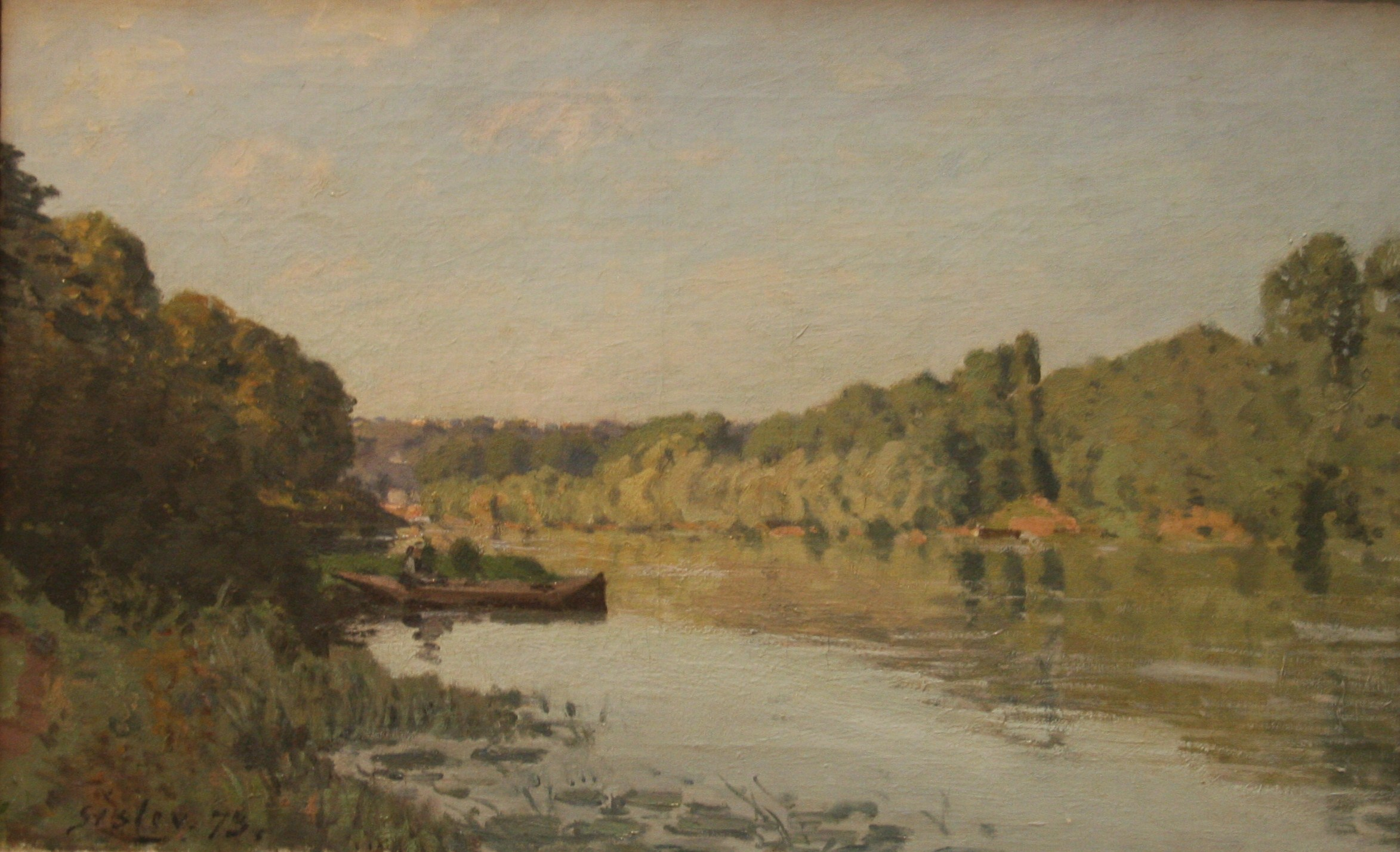
La Seine à Bougival, effet d’automne, 1873, Stockholm, Nationalmuseum.

## Provenance
- Paris, Rosenberg [1];
- Montréal, sir William Cornelius Van Horne (jusqu'en 1915) [1];
- Montréal, Adaline Van Horne (par héritage)[1].

## Expositions
- Paris, 35 boulevard des Capucines, Société anonyme des artistes peintres, sculpteurs et graveurs, Première exposition, 15 avril-15 mai 1874, hors catalogue[1].
- Art Association of Montreal (AAM), 1933 Van Horne, no 150 (comme Automne sur les bords de l'Oise[N 2])[1].
- AAM 1939, no 97 (comme Automne : Bords de l'Oise)[1].
- Montréal, MBAM, Six siècles de paysages, 7 mars-13 avril 1952 , no 54 (comme Automne : Bords de l'Oise)[1].
- Montréal, MBAM, Chefs-d'œuvre de Montréal, 1966-1967 (exposition itinérante), no 86 (comme Automne : Bords de l'Oise)[1].
- Montréal, MBAM, De Daumier à Rouault. 24 mars - 25 avril 1970 (pas de catalogue)[1].
- Alfred Sisley : poète de l'impressionnisme : musée des Beaux-Arts de Lyon, 10 octobre 2002-6 janvier 2003,  no 12